# Ambrogio Marchioni
Ambrogio Marchioni (Napoli, 31 agosto 1911 – Napoli, 27 febbraio 1989) è stato un arcivescovo cattolico e diplomatico italiano.

## Biografia
Ambrogio Marchioni nacque a Napoli il 31 agosto 1911. Fu ordinato sacerdote il 26 maggio 1934. Per prepararsi alla carriera diplomatica entrò nel 1934 nella Pontificia accademia ecclesiastica laureandosi in diritto canonico presso l'Istituto Sant'Apollinare.
Fu segretario della nunziatura in Costa Rica (nel 1939) e, durante la seconda guerra mondiale, di quelle in Italia, Spagna e Brasile. Fu anche funzionario presso la Segreteria di Stato della Santa Sede.

### Il servizio diplomatico
Quando entrò nel servizio diplomatico della Santa Sede, uno dei suoi primi incarichi fu nella nunziatura apostolica in Italia almeno dalla fine del 1940. Ne era segretario quando il 15 ottobre 1943, il ministro della difesa Rodolfo Graziani gli chiese di sostenere o esprimere simpatia per la Repubblica Sociale Italiana, lo stato fantoccio che i nazisti avevano istituito nell'Italia settentrionale. Marchioni rispose ribadendo la neutralità della Chiesa e della Santa Sede e la necessità piuttosto di "infondere calma, tranquillità, ordine, in modo da far sì che azioni sconsiderate non producano gravi rappresaglie contro tanti innocenti o contro l'intera popolazione".
Il 1º luglio 1959 papa Pio XII lo nominò nunzio apostolico in El Salvador e in Guatemala. Fu nominato arcivescovo titolare di Severiana il 14 ottobre 1961 da papa Giovanni XXIII e ricevette la consacrazione episcopale il 12 novembre 1961 dal cardinale Carlo Confalonieri.
Il 30 giugno 1967 papa Paolo VI lo nominò nunzio apostolico in Svizzera. Qui ebbe difficoltà a entrare in sintonia con il complesso contesto ecclesiastico locale: ciò influì negativamente sulle relazioni tra i vescovi svizzeri e il Vaticano e rese più difficile l'applicazione pratica del Concilio Vaticano II (Sinodo 72). Nella controversia sorta attorno al teologo Stephan Pfürtner mantenne volutamente un basso profilo. Nel settembre 1984 si dimise per raggiunti limiti di età.
Fu padre conciliare in tre sessioni del Concilio Vaticano II.
Morì nel 1989. I funerali furono celebrati il 2 marzo nella basilica di San Pietro in Vaticano all'altare della Cattedra. Subito dopo la salma fu trasferita a San Giorgio a Cremano, dove poco dopo la celebrazione del rito funebre fu tumulata nel cimitero locale.

## Genealogia episcopale e successione apostolica
La genealogia episcopale è:
- Cardinale Scipione Rebiba
- Cardinale Giulio Antonio Santori
- Cardinale Girolamo Bernerio, O.P.
- Arcivescovo Galeazzo Sanvitale
- Cardinale Ludovico Ludovisi
- Cardinale Luigi Caetani
- Cardinale Ulderico Carpegna
- Cardinale Paluzzo Paluzzi Altieri degli Albertoni
- Papa Benedetto XIII
- Papa Benedetto XIV
- Papa Clemente XIII
- Cardinale Marcantonio Colonna
- Cardinale Giacinto Sigismondo Gerdil, B.
- Cardinale Giulio Maria della Somaglia
- Cardinale Carlo Odescalchi, S.I.
- Cardinale Costantino Patrizi Naro
- Cardinale Lucido Maria Parocchi
- Papa Pio X
- Papa Benedetto XV
- Papa Pio XII
- Cardinale Carlo Confalonieri
- Arcivescovo Ambrogio Marchioni

La successione apostolica è:
- Vescovo Hugo Mark Gerbermann, M.M. (1962)
- Vescovo Giuseppe Martinoli (1968)
- Vescovo Ernesto Togni (1978)